# Biểu tượng không chính thức của Việt Nam

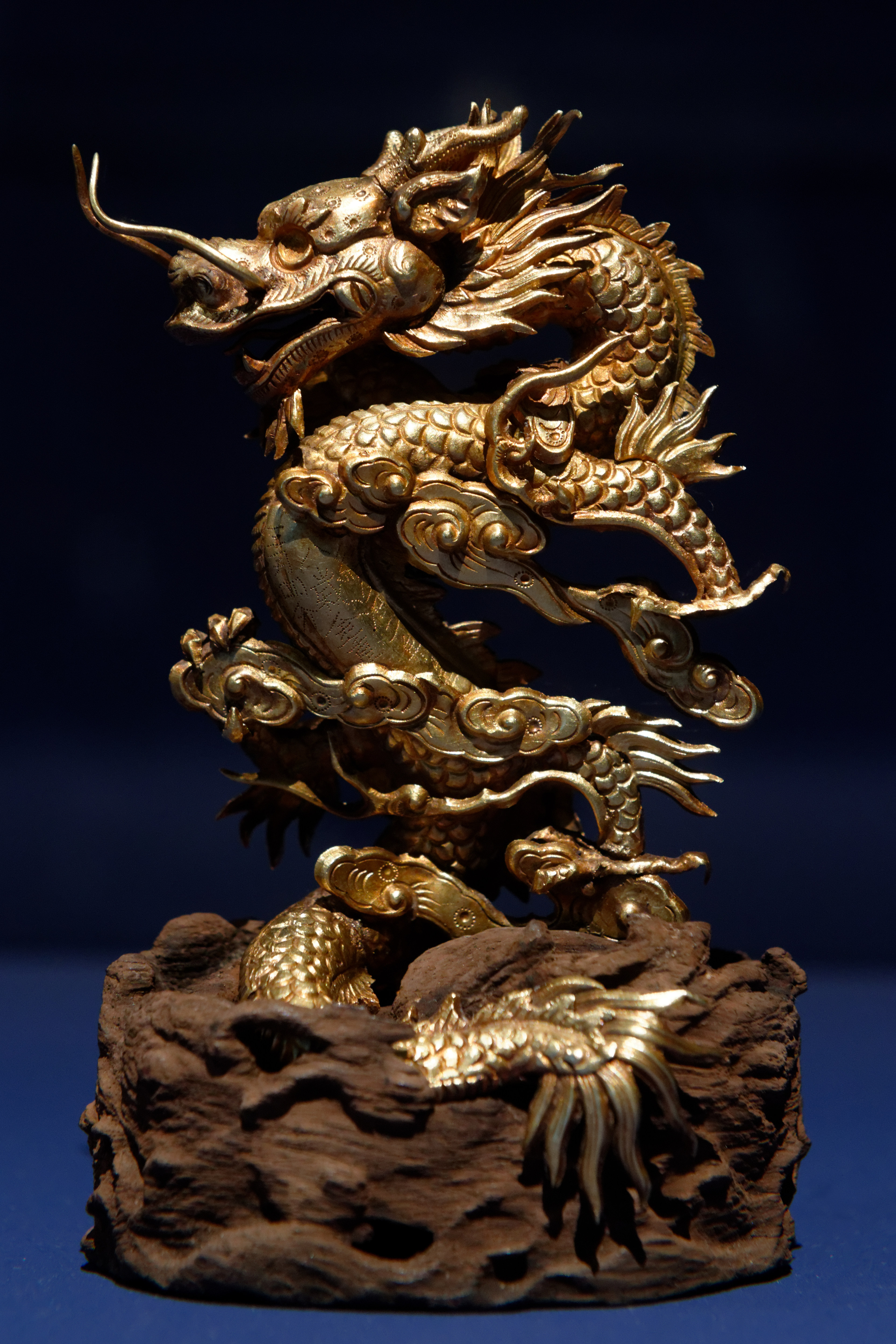
Rồng vàng Việt Nam.

Ngoài các biểu tượng chính thức quốc kỳ, quốc huy, quốc ca..., Việt Nam còn có nhiều biểu tượng tượng trưng cho đất nước, con người chưa được công nhận chính thức. Một số biểu tượng không chính thức như rồng, chim lạc, hoa sen, cây tre, con trâu, con voi được một số ý kiến đồng thuận, được quần chúng thừa nhận rộng rãi trong và ngoài nước.

## Rồng Việt Nam
Người Việt được biết đến như là "Con Rồng cháu Tiên" theo truyền thuyết Lạc Long Quân và Âu Cơ là thủy tổ của dân tộc Việt Nam.

## Chim Lạc

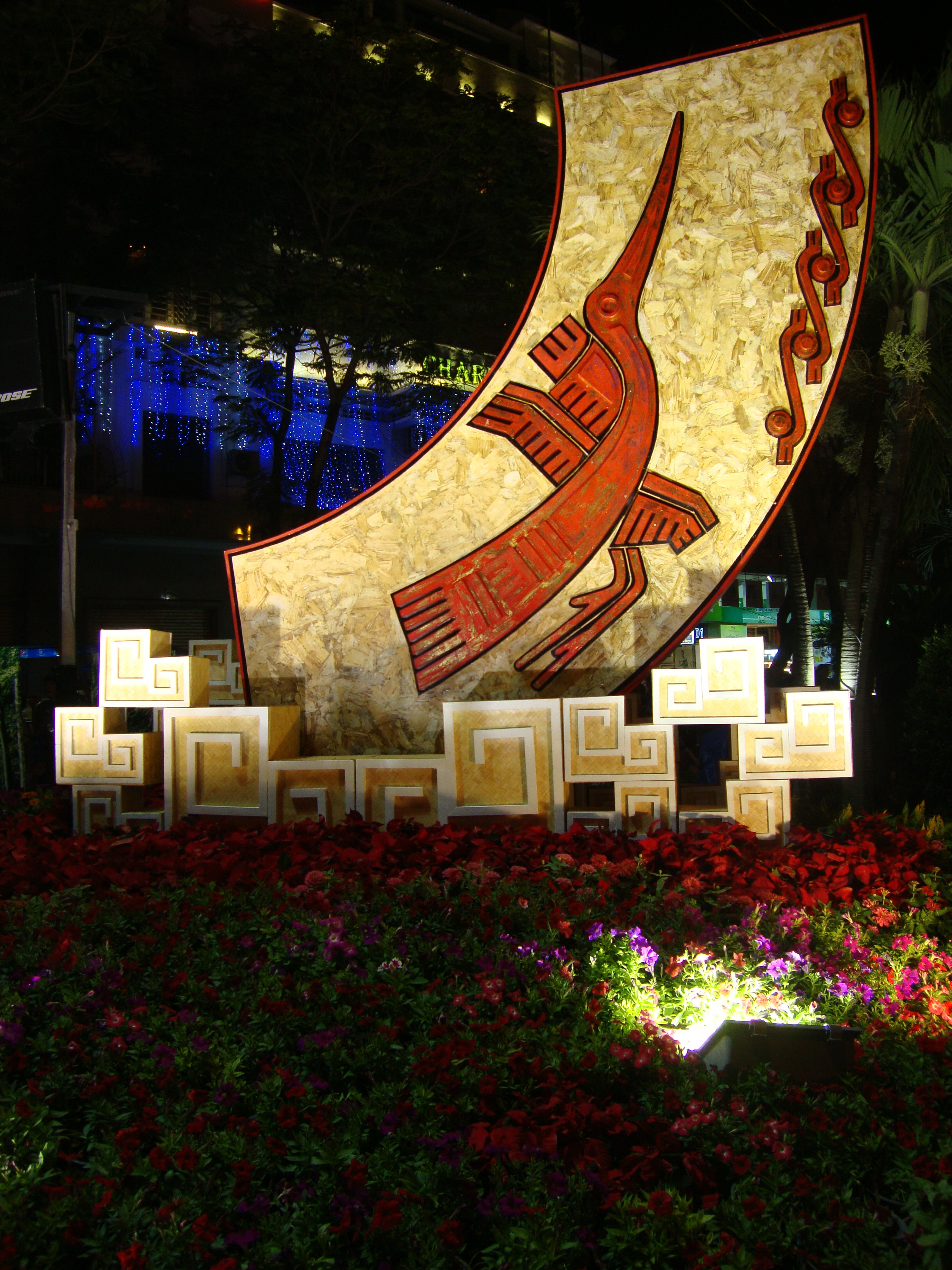
Biểu tượng chim lạc

Một số tài liệu xem chim Lạc được xem là biểu tượng của nước Âu Lạc, một loại chim trong truyền thuyết. Hình ảnh con chim Lạc cũng là biểu tượng tìm thấy trên mặt Trống Đồng.
Với truyền thống lịch sử bốn ngàn năm, người Việt dù ở phương trời nào, tuy có nhiều sự khác biệt về chính kiến nhưng đều chung một cội nguồn, một ngày Giỗ Tổ, một tình cảm tự nhiên, một khát vọng bay lên như hình ảnh con chim Hồng, chim Lạc được trạm trổ trên bề mặt trống đồng thể hiện sự vĩnh hằng của dân tộc.

## Hoa sen
Có nhiều ý kiến  đề nghị bình chọn biểu tượng của Việt Nam là hoa sen . Loại hoa này rất đặc biệt, mặc dù sống ở nơi bùn lầy nhưng vẫn giữ được sự thanh khiết và mùi thơm tinh tế. Hoa sen tượng trưng cho vẻ đẹp tươi sáng, cao sang và thuần khiết mang tính dân tộc Việt. Tuy nhiên, hoa sen cũng đã được chọn làm quốc hoa và biểu tượng của nhiều quốc gia mang ảnh hưởng tinh thần Phật giáo như là Ấn Độ, Sri Lanka, Nhật Bản, Macau và Ai Cập.
Sen được nhắc tới trong tục ngữ Việt Nam:
Trong đầm gì đẹp bằng sen
Lá xanh bông trắng lại chen nhị vàng
Nhị vàng, bông trắng lá xanh
Gần bùn mà chẳng hôi tanh mùi bùn
Hoặc bài thơ được dạy cho các em học sinh tiểu học: 
Tháp mười đẹp nhất bông sen
Việt Nam đẹp nhất có tên Bác Hồ. 
Tại một cuộc thăm dò ý kiến của Bộ Văn hóa Thể thao và Du lịch Việt Nam về bình chọn quốc hoa và quốc phục, quốc tửu được tổ chức nhân dịp Hội hoa Xuân tại Hà Nội năm 2011, đa số (40%) người bình chọn đã chọn hoa sen là quốc hoa. Tuy nhiên, cuộc thăm dò ý kiến này cũng gây nhiều tranh cãi vì chỉ được thăm dò tại Hà Nội, trong một lễ hội nhỏ . Sau đó, cũng năm 2011, Bộ Văn hóa Thể thao và Du lịch cũng có ý định triển lãm hoa sen và lấy ý kiến người dân tại Đà Nẵng và TP Hồ Chí Minh . Tháng 2 năm 2012, Bộ Văn hóa Thể thao và Du lịch đã trình Thủ tướng Nguyễn Tấn Dũng xem xét, phê duyệt đề án quốc hoa Việt Nam, trong đó đề cử hoa sen là quốc hoa.

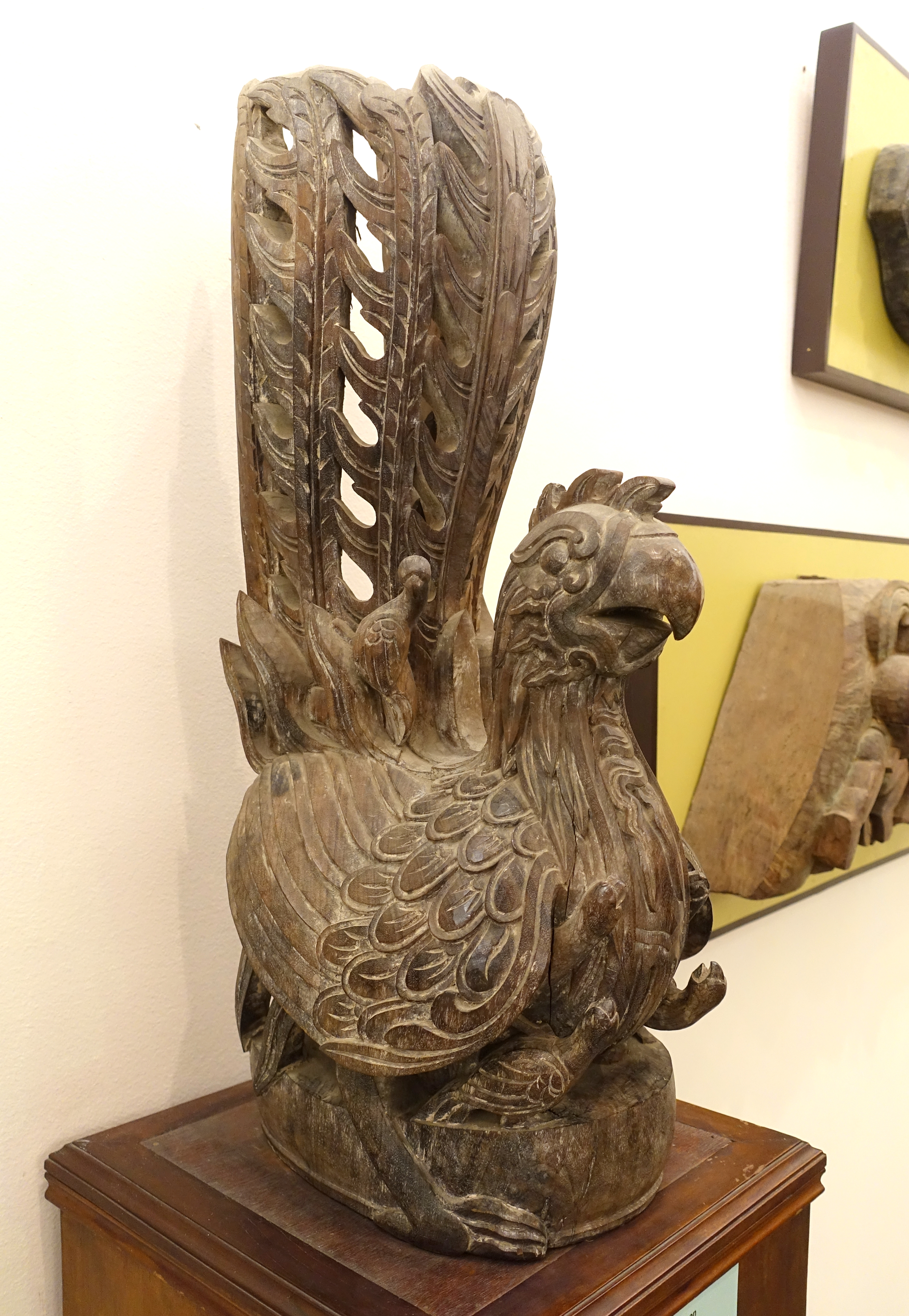
Tượng gỗ phượng hoàng, thế kỷ 17 Việt Nam, Bảo tàng Mỹ thuật Việt Nam

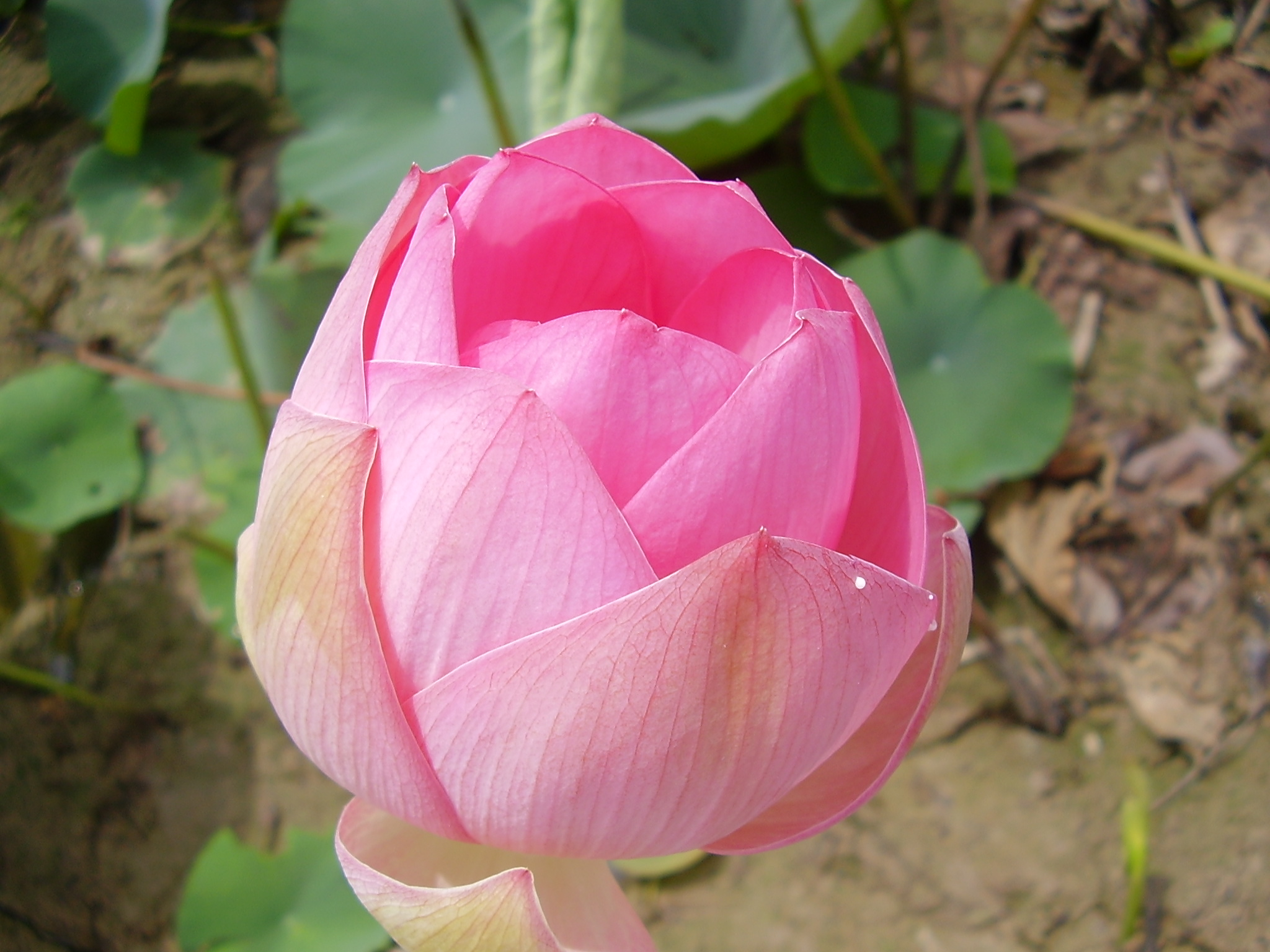
Hoa sen hồng

## Bông lúa
Hoa súng, hoa lúa, hoa lài, hoa mai trắng cũng được đề nghị chọn làm quốc hoa Việt Nam . Những loại hoa này thể hiện đậm đà bản sắc dân tộc và nét riêng độc đáo của quốc gia Việt Nam. Trong đó, bông lúa được in trên hình quốc huy của Việt Nam

## Cây tre

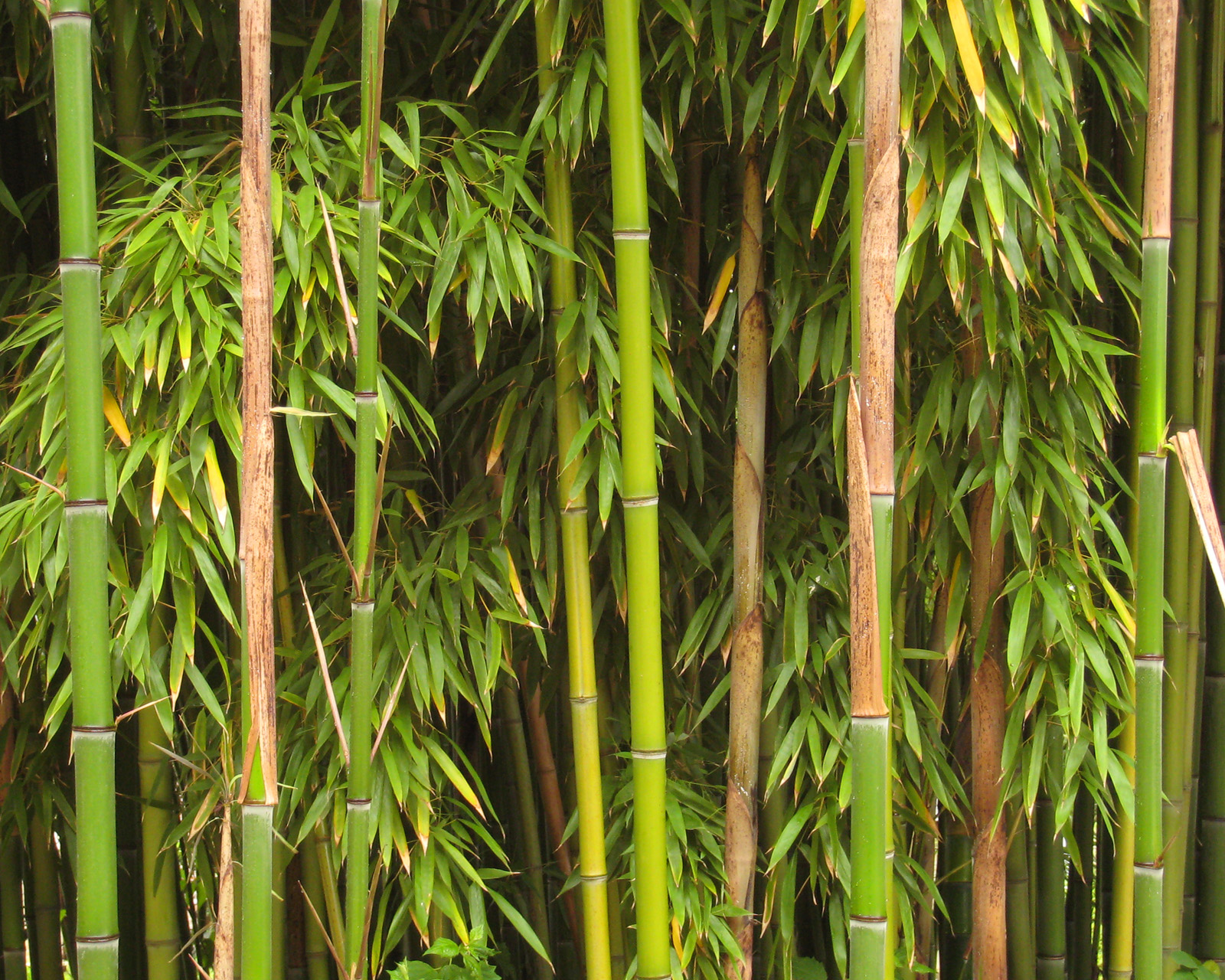
Cây tre

Cây tre cũng được xem là biểu tượng của Việt Nam . Cây tre tượng trưng "cho tính chất, bản sắc riêng của con người Việt Nam, của dân tộc Việt Nam" như là tính kiên cường, bất khuất đối mặt với nhiều khó khăn gian khổ của người Việt. Cây tre còn là biểu tượng cho tâm hồn Việt.
Trong thơ ca, cây tre được nhắc đến trong bài "Cây tre Việt Nam" của tác giả Nguyễn Duy:
Tre xanh
xanh tự bao giờ
chuyện ngày xưa đã có bờ tre xanh?
Thân gày guộc, lá mong manh
mà sao nên lũy nên thành tre ơi?
ở đâu tre cũng xanh tươi
cho dù đất sỏi đất vôi bạc màu?

## Con trâu

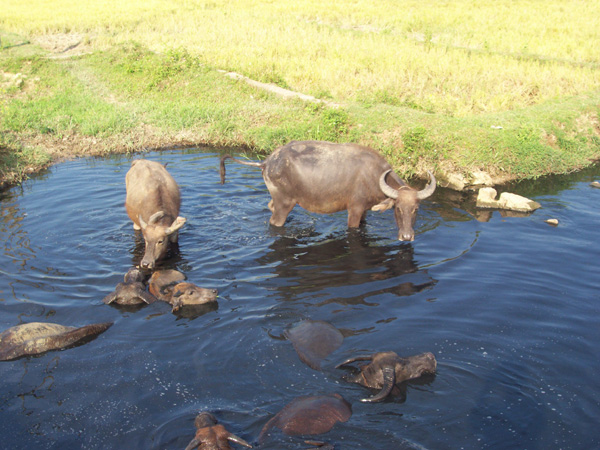
Đàn trâu Việt Nam

Hình ảnh con trâu siêng năng, cần cù gắn liền với lũy tre làng thể hiện một nét văn hóa Việt và là một biểu tượng của Việt Nam.

## Quốc phục
Chưa có trang phục nào được quy định là Quốc phục chính thức của Việt Nam.
Áo giao lãnh hay Áo giao lĩnh (chữ Hán: 交領衣 / Giao lĩnh y) tức áo cổ chéo là cách gọi một trong những lối y phục lâu đời nhất trong tập quán Việt Nam.
Áo dài hiện nay là loại trang phục truyền thống phổ biến nhất của Việt Nam, phát triển từ áo viên lĩnh, áo che thân người từ cổ đến hoặc quá đầu gối, dành cho cả nam lẫn nữ. Áo dài thường được mặc vào các dịp lễ hội trang trọng, hoặc nữ sinh mặc khi đi học. Tuy nhiên nam giới rất ít khi mặc áo dài.
Cũng có ý kiến cho rằng không nên chọn Quốc phục vì Việt Nam còn rất nhiều trang phục truyền thống khác như Áo Ngũ thân, Áo bà ba, Áo tứ thân, Áo Nhật Bình, Áo gấm..., và mỗi trang phục có một chất riêng, có nét đẹp riêng. Đồng thời tuy người Kinh chiếm đa số, Việt Nam vẫn là một đất nước đa dân tộc, và các dân tộc thiểu số cũng có trang phục truyền thống của riêng họ.